# Labialfalte
Labialfalten sind Hautlappen, die sich im Bereich der Mundwinkel von Knorpelfischen ausbilden und von Labialfurchen vom umgebenden Gewebe abgegrenzt werden. In der Regel werden die Labialfalten durch innere Labialknorpel im Mundwinkel gestützt, die paarweise ausgebildet werden.
Moderne Haie besitzen in der Regel zwei Paare oberer Labialknorpel (anterodorsal und posterodorsal) sowie ein Paar unterer Knorpel (ventral), allerdings kann dies stark variieren und sowohl die Knorpel als auch die Labialfalten und -furchen können auch gänzlich fehlen. Sie stellen entsprechend  ein wichtiges taxonomisches Merkmal für die Unterscheidung und Zuordnung von Knorpelfischen, vor allem Haien, dar.